# Restinga Seca
Restinga Seca là một đô thị thuộc bang Rio Grande do Sul, Brasil. Đô thị này có diện tích 961,791 km², dân số năm 2007 là 15595 người, mật độ 16,21 người/km².